# Formaler Garten

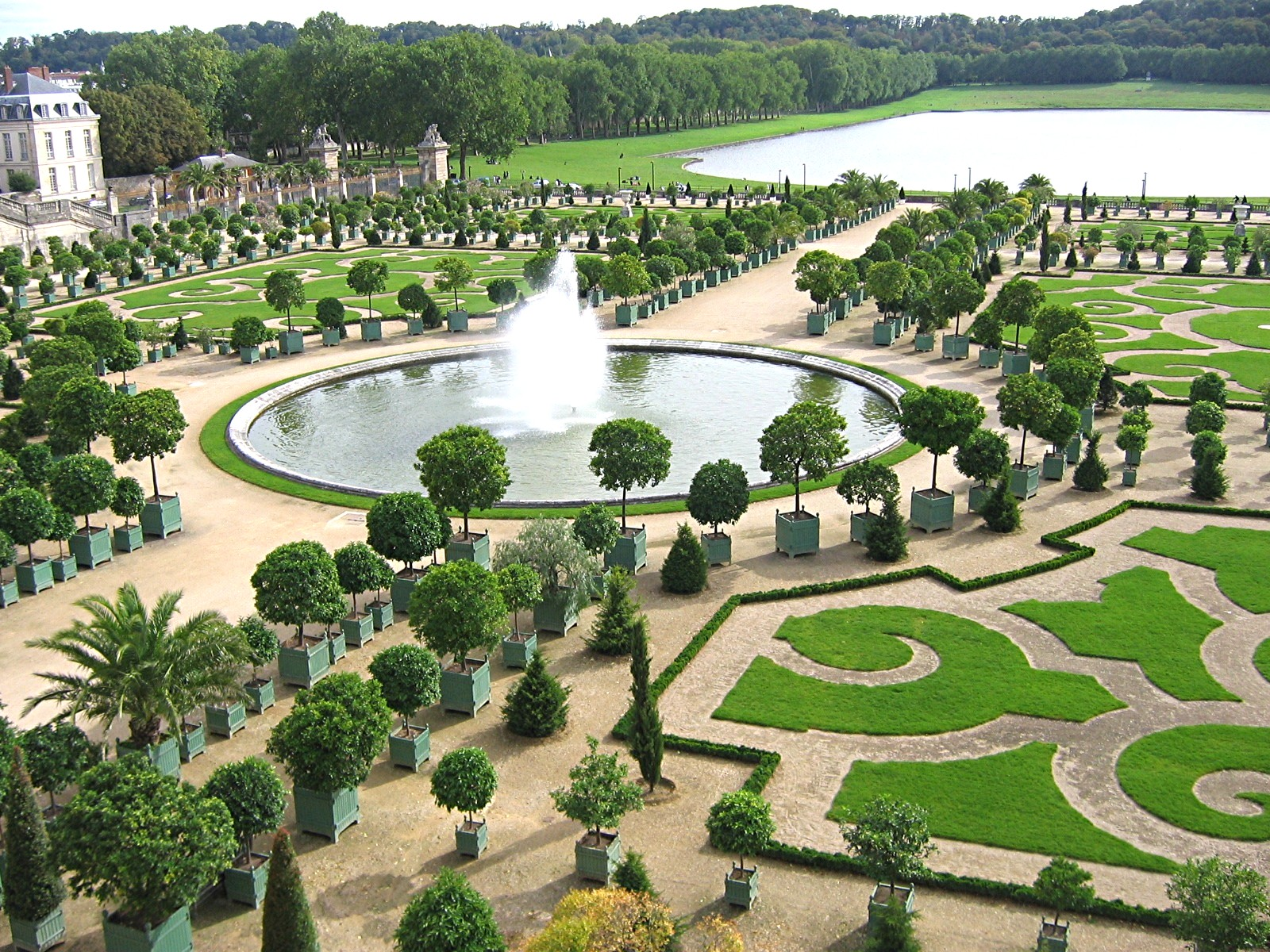
Formaler Garten des Orangerieparterres von Schloss Versailles

Ein formaler Garten ist ein klar gegliederter Garten, der geometrische Formen aufweist und meist symmetrisch angelegt ist. Er hat seinen Ursprung in von Mauern geschützten Gärten der Wüstengebiete Vorderasiens und spiegelt sich in den Persischen Gärten des Iran sowie den Klostergärten des späten Mittelalters wider. Er findet seine Fortsetzung in den renaissancezeitlichen italienischen Gärten und gipfelt in den französischen Gärten des Barocks. Durch seine Gestaltung vermittelt der Garten dem Betrachter den Eindruck von konzipierter Ordnung und Übersichtlichkeit. In der Gartenkunst gilt er als Gegensatz zu dem der Natur nachempfundenen Landschaftsgarten, der im 18. Jahrhundert in Mode kam.

## Merkmale
Typisches Merkmal eines formalen Gartens ist die axiale, symmetrische Anordnung von Wegen und Beeten. Beide Elemente besitzen normalerweise Einfassungen, zum Beispiel durch niedrige Buchshecken oder Blumenbordüren. Der Garten ist meist von „grünen Wänden“ wie bewachsenen Mauern, Zäunen oder Schnitthecken eingefasst. Der dadurch entstandene Gartenraum ist noch einmal durch Hecken, Spaliere und Rankgerüste (Treillagen) unterteilt. Die Flächen der so entstandenen einzelnen Gartenteile werden durch niedrige Elemente strukturiert, deren Klarheit und Gradlinigkeit zugleich eine gewisse Schlichtheit ausstrahlen. Die Gartenmitte ist oft durch ein Rondell, Oval oder Quadrat besonders betont.
Als Belag der Gehwege dienen Materialien wie Ziegel, Blaustein und Pflastersteine. Alternativ können die Wege auch mit hellem Kies oder farbigem Glaskies ausgestreut sein. Ihre geraden Linien bilden Sichtachsen, an deren Enden oft Blickfänge wie Skulpturen, Zierbecken, Springbrunnen, Pflanzgefäße, Vasen oder Sitzgelegenheiten stehen.
Weitere Blickfänge können ornamentale Gestaltungselemente wie Schmuckbeete mit ineinander verschlungenen Mustern (sogenannte Knotenbeete) oder mit komplizierten geometrischen Pflanzenanordnungen sein. Solche formalen Gärten geben allerdings nicht nur ihre zurückhaltend schlichte Gestaltung zum Teil auf, sondern verlieren auch den Vorteil, in der Regel pflegeleicht zu sein. Die meisten Pflanzen eines formalen Gartens kommen mit nur einem Schnitt pro Jahr aus. Dieser wird oft für den Formschnitt genutzt, das heißt, immergrüne Gehölze wie Buchsbaum, Eiben, Stechpalmen oder Kiefern werden in geometrische Formen wie Kugeln, Pyramiden, Kegel oder auch in Tier- und Fantasieformen gebracht. In größeren formalen Gärten gibt es häufig ein durch Formschnitt gestaltetes Heckenlabyrinth mit Torbögen, verborgenen Ruheplätzen und Sackgassen.
Für die Bepflanzung der Beete werden in der Regel niedrige Stauden und Blumen gewählt, die optisch zueinander passen. Wichtig ist bei der Auswahl nicht ihre Blüte, sondern die Form und die Farbwirkung ihres Laubes, weshalb oft Blattschmuckstauden dafür ausgewählt werden. Wenn Rasen in einem formalen Garten verwendet wird, dann nur in der Form von kurz geschnittenem Zierrasen.

Beispiele
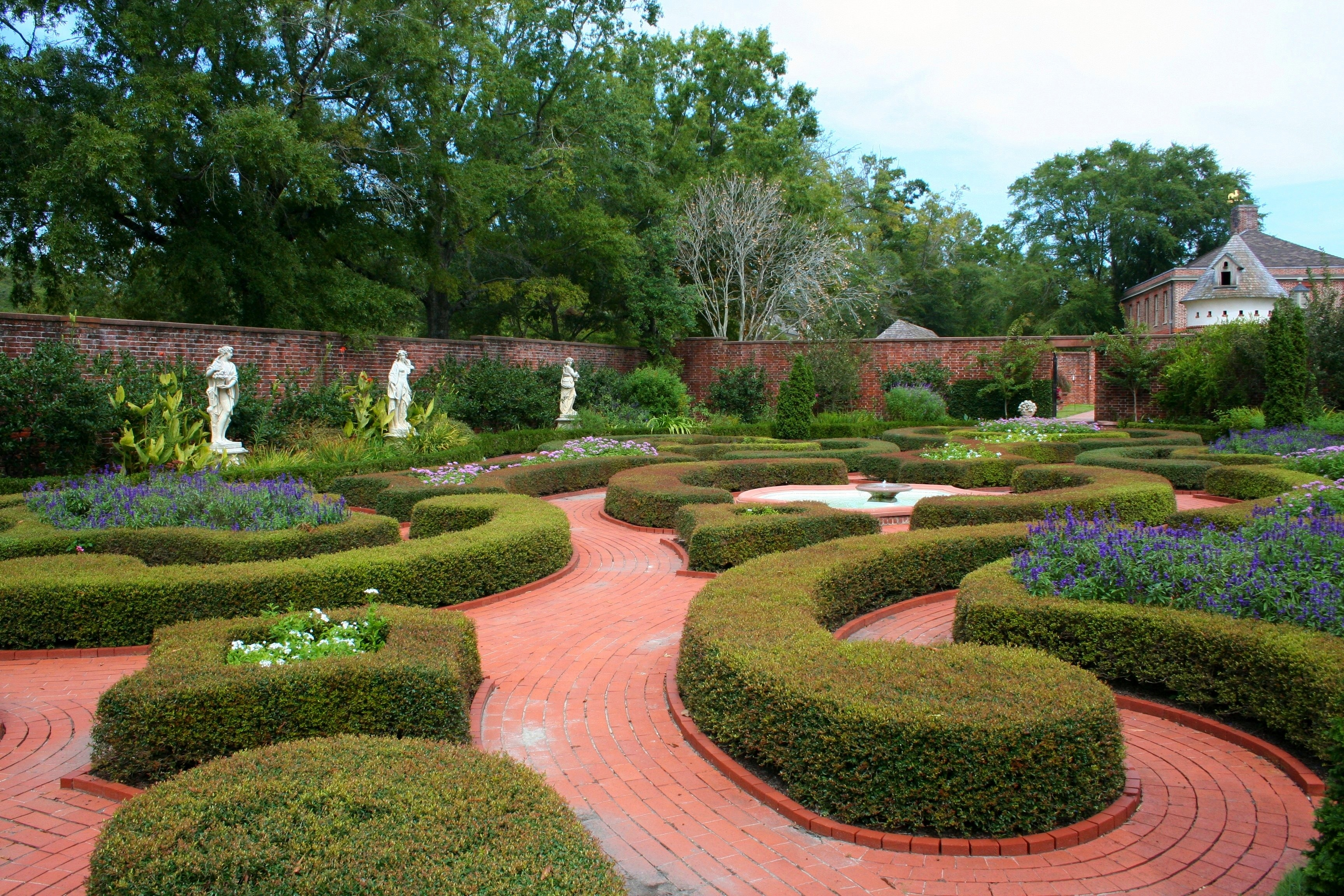
Typischer formaler Garten
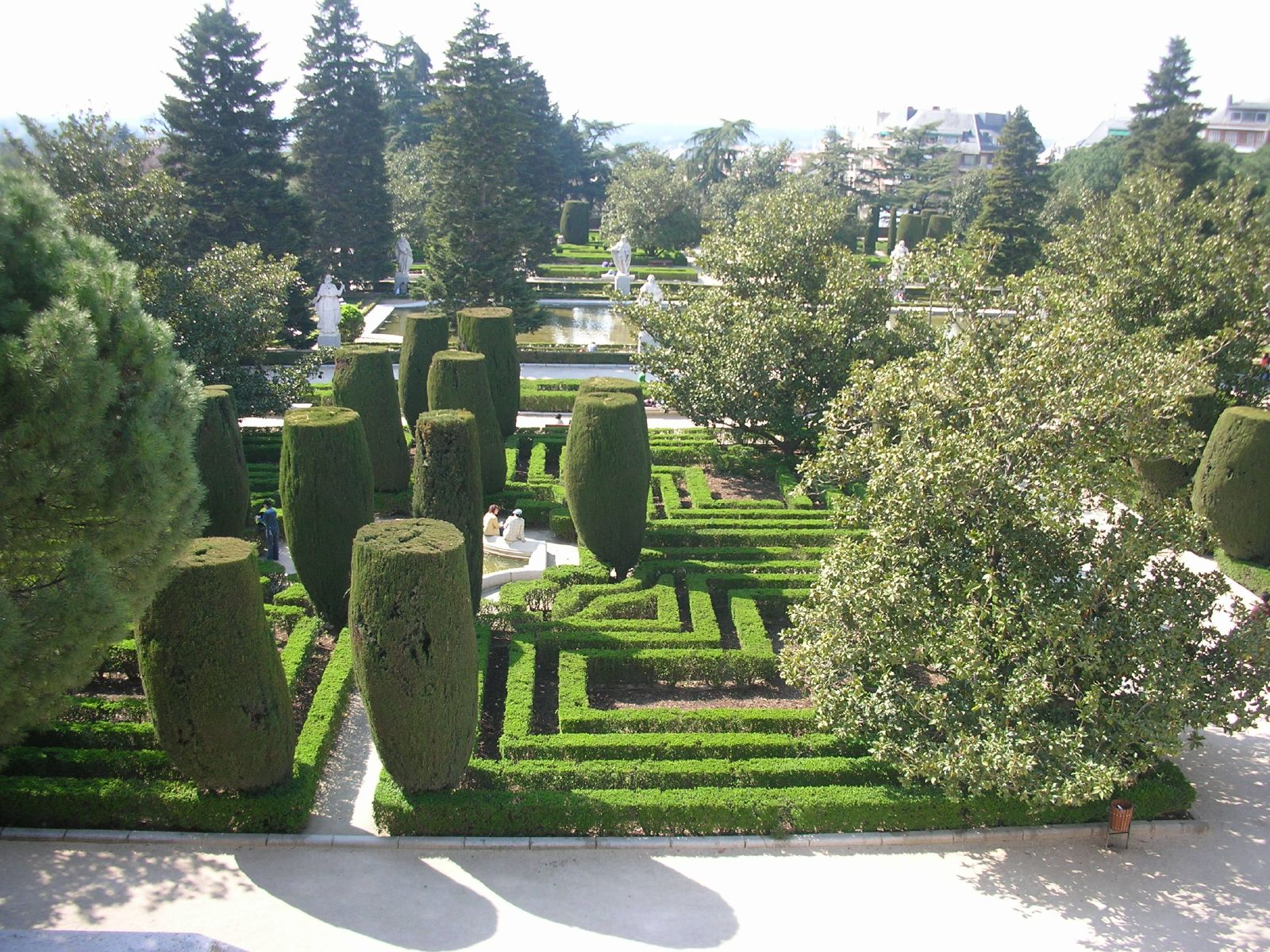
Die Sabatinigärten des Palacio Real in Madrid
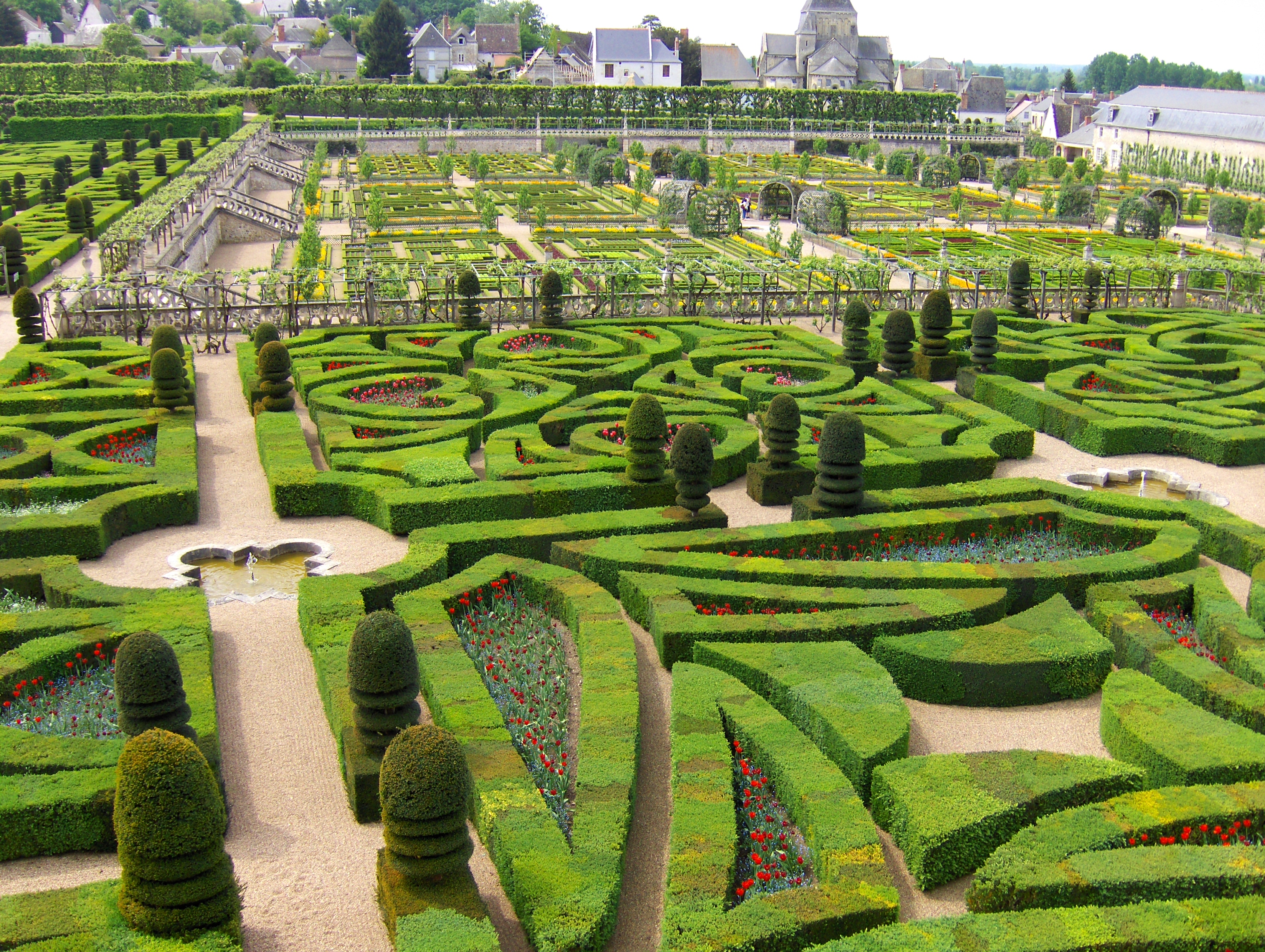
Die formalen Gärten des Schlosses Villandry
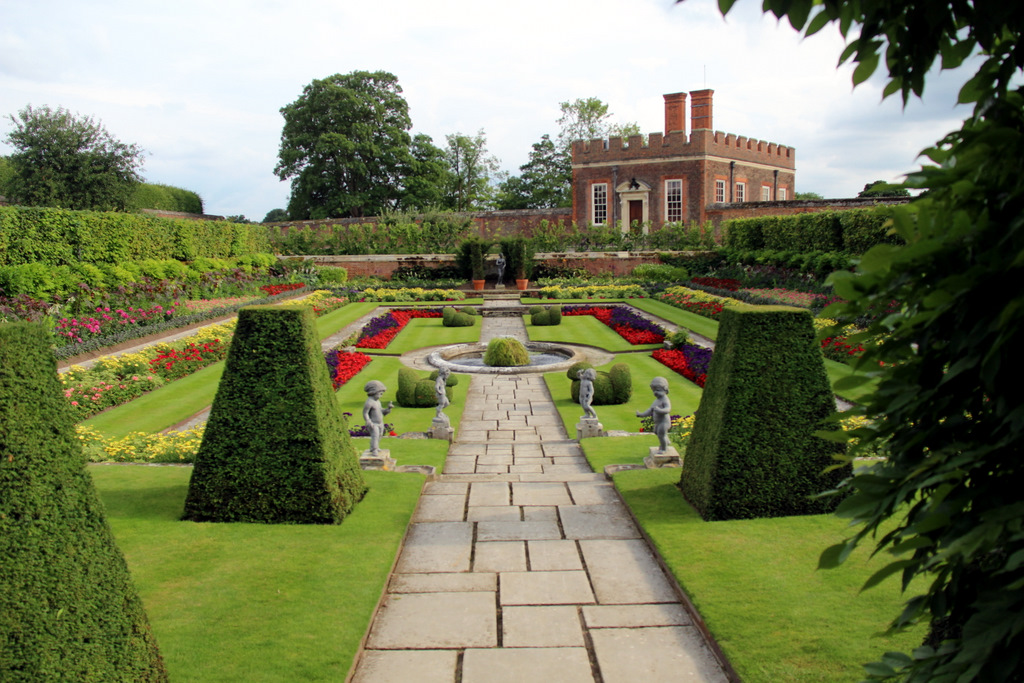
Der formale Garten von Hampton Court Palace
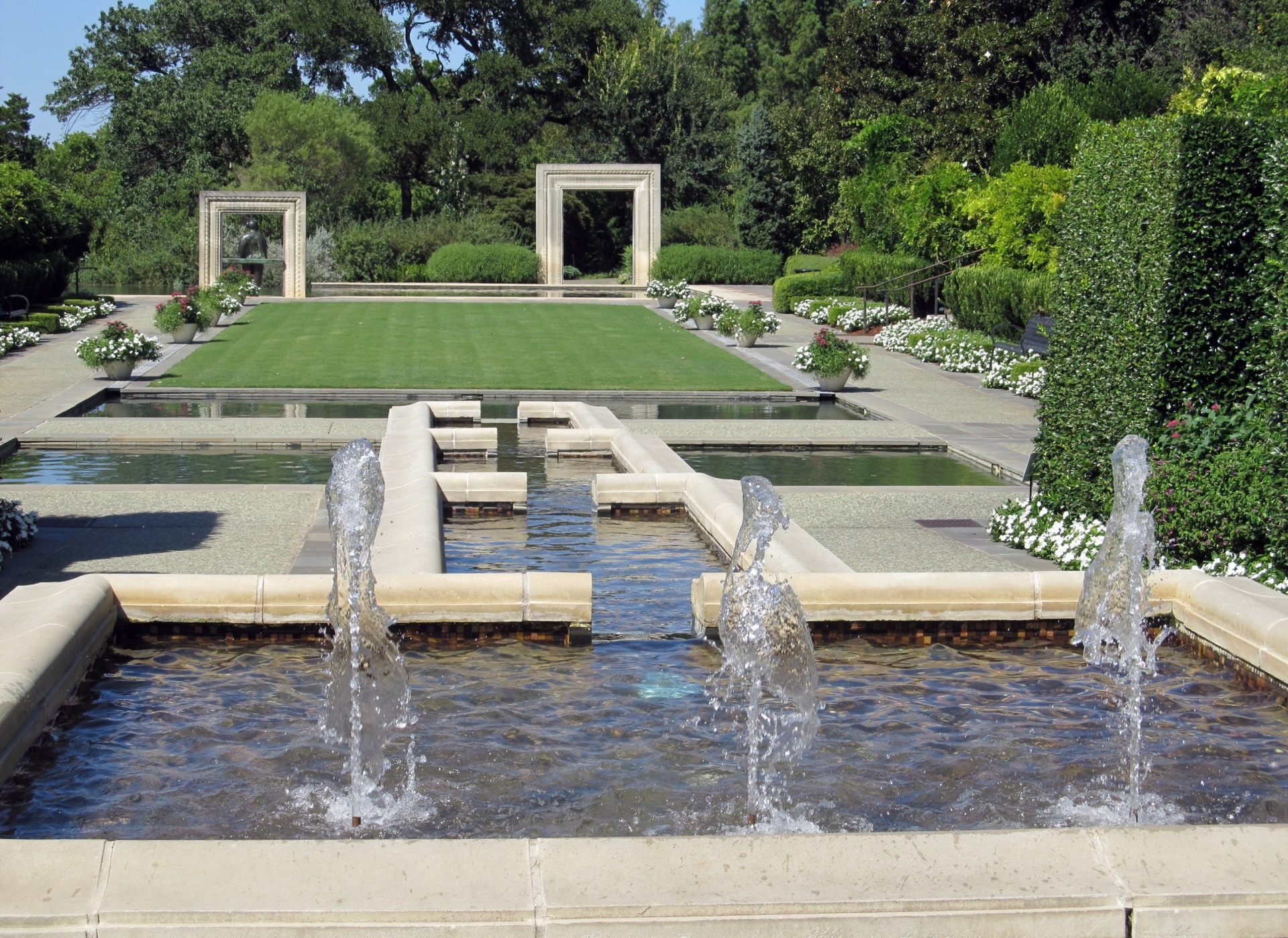
Moderner formaler Garten